# Lockwood (West Yorkshire)
Lockwood – część miasta Huddersfield, w Anglii, w hrabstwie ceremonialnym West Yorkshire, w dystrykcie metropolitalnym Kirklees. Leży 25 km na południowy zachód od miasta Leeds i 262 km na północny zachód od Londynu.